# Fort Jesus
Le fort Jesus est un fort érigé entre 1593 et 1596 par les Portugais, sur l'île de Mombasa, sur ordre du roi d'Espagne et de Portugal Philippe II le Prudent afin de protéger l'entrée du port, établi sur l'île, contre les incursions incessantes des Ottomans. Son nom provient du fait que la flotte portugaise naviguait sous le drapeau de l'ordre du Christ.
Son activité militaire aura duré plus de trois cents ans. Il est inscrit, par l'UNESCO, au patrimoine mondial en tant que bien culturel depuis 2011.

## Description

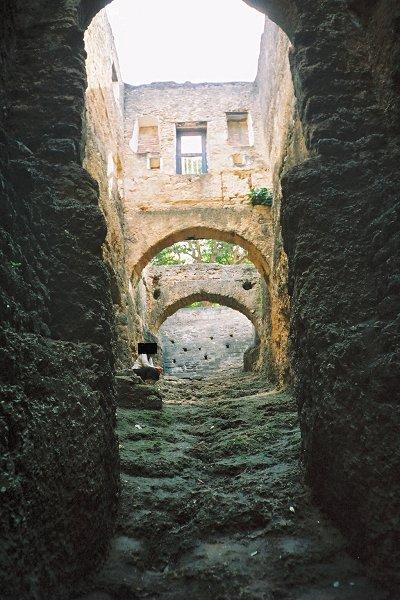
Le « passage des arches » venant de la mer

Les travaux débutèrent le 11 avril 1593 pour s'achever en 1596. C'est un des plus beaux exemples de l'architecture portugaise du XVIe siècle.
Construit sur une arête corallienne située sur le côté est de l'ile, le plan est un rectangle muni d'un cavalier servant de donjon, surplombant une esplanade fortifiée au nord-est (côté mer), et de quatre bastions. Ces derniers ont pour nom Santo Felipe, Santo Alberto, Santo Mathias et Santo Mateus. Vu du ciel, le fort ressemble à la silhouette d'un homme avec le cavalier tenant lieu de tête et les quatre bastions des bras et jambes. Ses dimensions maximales sont de 130 m sur 99.
L'entrée principale, située au nord-ouest, est protégée par le bastion Santo Mathias.
Sous le cavalier se trouve un passage vouté, appelé « passage des arches » (passage of the arches) aboutissant à l'esplanade et qui servit, au temps de l'hégémonie des Ottomans, à transférer les esclaves vers les bateaux et, à partir de 1895, d'entrée pour les prisonniers condamnés par la justice britannique.
Dans le glacis nord-ouest poussent des Cycadales à feuilles palmées dont certains ont plus de 300 ans - donc aussi vieux que le fort - et dont l'ordre est apparu sur terre voici 250 Ma d'années.

### Inscriptions

#### Portugaises

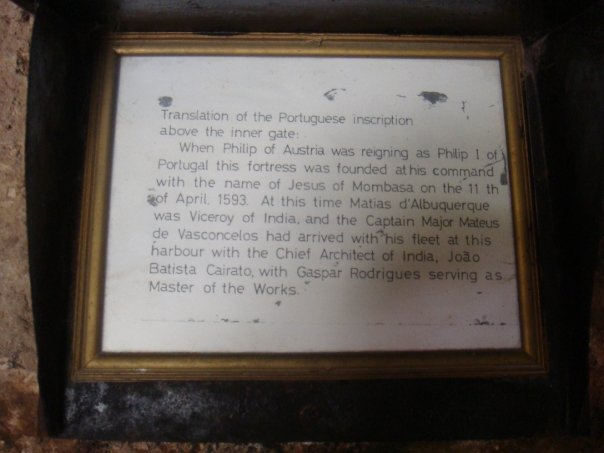
Écriteau traduisant, en anglais, l'inscription surmontant la porte d'entrée

Au-dessus de l'entrée principale une inscription, incomplètement lisible :
« Reinando em Portugal Phellipe de Austria o primeiro... por seu mandado (foi fundada esta?) fortaleza de nome Jesus de Mombaca aomze dabril de 1593 (sendo?) Visso Rei da India Mathias Dalboquerque (e capitão mor?) Matheus Mendes de Vasconcellos que pasou com armada e este porto (e sendo?) arquitecto mor da India Joao Bautista Cairato servindo de mestre das obras Gaspar Rodrigues. »
qui peut être complètement traduite par :

« Quand Philippe d'Autriche régnait en tant que Philippe Ier de Portugal... cette forteresse a été érigée par son commandement sous le nom de Jesus de Mombasa le 11 avril 1593. En ce temps Mathias d'Albuquerque était vice-roi des Indes. Le capitaine du donataire Mathieu Mendes de Vasconcellos est arrivé avec sa flotte dans ce port accompagné du grand architecte des Indes Jean-Baptiste Cairato et Gaspard Rodrigues servant comme maître d'œuvre. »

Deux autres inscriptions gravées concernent les rénovations et aménagements apportés à l'édifice en 1635 par le gouverneur Francisco de Seixas Cabreira et en 1648 par le gouverneur Antonio da Silva de Menezes.
Sur la plateforme du bastion Santo Mateus se trouvaient des graffitis tracés avec du charbon de bois au XVIIe siècle par des soldats portugais et montrant des scènes de bataille ou de la vie courante. Ils ont été déplacés et sont exposés dans une salle du musée.

#### Britanniques

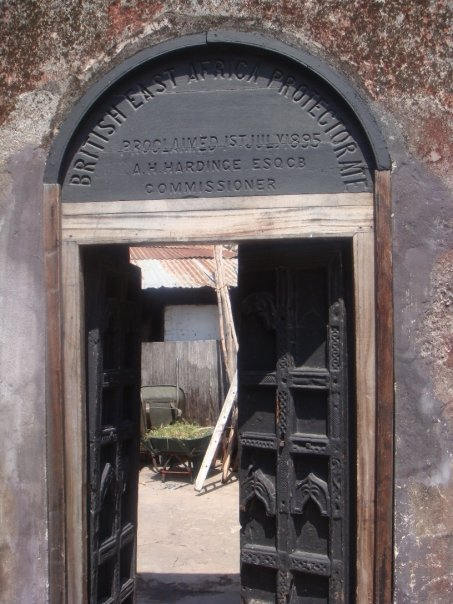
Inscription rappelant la prise du fort par les Britanniques et surmontant une porte sculptée swahilie

Cette inscription est visible dans la cour et concerne la prise de possession du fort par les Britanniques :
« British East Africa Protectorate
Proclaimed 1th July 1895
A.H.Hardinge ESQCB
Commissioner »
qui peut être traduite par :

« Le Protectorat de l'Afrique orientale britannique
a été proclamé le 1er juillet 1895
A.H. Hardinge ESQCB
commissaire »

### Autres fortifications

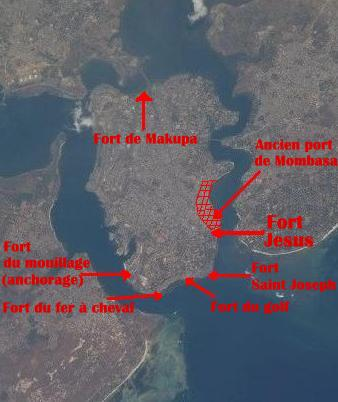
Localisation des défenses portugaises

Au fur et à mesure du temps, les Portugais consolidèrent la position défensive par la construction d'autres ouvrages fortifiés de plus petites tailles :
- Makupa forts[renvoi 5] 4° 02′ 12,7″ S, 39° 39′ 09,7″ E

d'une dimension de 15x15 m et complété par deux tours chacune distantes d'environ 120 m du fort principal. Ce complexe défendait le seul accès à l'ile au départ du continent. Cet accès était constitué d'un mince isthme de sable. Détruites entre 1900 et 1920, leurs fondations ont été retrouvées en juillet 2006 ;
- Santo Joseph fort ou Nossa Senhora das Merces fort 4° 04′ 18,1″ S, 39° 40′ 56,1″ E

fortification en forme de fer à cheval située à 100 m des ruines de la chapelle portugaise de Nossa Senhora das Merces d'où son 2e nom ;
- Golf course fort ou Kaberas 4° 04′ 27,57″ S, 39° 40′ 32,84″ E

appelé ainsi par sa présence sur l'actuel terrain de golf du Mombasa Golf Club. Son autre nom provient du nom du bateau ottoman Kaberas qui l'a bombardé ;
- Horse shoe fort 4° 04′ 43,08″ S, 39° 40′ 20,2″ E

très petite fortification, très bien préservée, en forme de « fer à cheval » d'où son nom de Horse shoe ;
- Fort of the Anchorage 4° 04′ 33,06″ S, 39° 39′ 52,33″ E

aussi appelé Round fort ou Hexagonal fort dont tous les vestiges ont complètement disparu.

## Histoire

### 1498 à 1593
Le 7 avril 1498, Vasco de Gama découvre l'ile de Mombasa lors de son 1er voyage vers les Indes.
En 1505, les troupes portugaises de Francisco d'Almeida's attaquent et saccagent le village de Mombasa.
En 1528, les Portugais saccagent à nouveau Mombasa pour, enfin prendre la maitrise de la côte est africaine avant que ne débutent les incursions des Kamba venus de l'intérieur puis les raids ottomans sur la côte swahilie en 1585 et 1589. Ce dernier raid est, selon certaines chroniques portugaises, fortuitement conjugué avec l'arrivée, en pleine bataille, de Zimba qui suivent et pillent la côte depuis Pemba en direction du nord.

Tous ces évènements leur font prendre conscience de l'importance de mieux protéger leurs possessions situées au nord de la côte swahilie.
En 1591, le roi de Portugal autorise la construction d'un fort sur l'ile de Mombasa.

### 1593 à nos jours
Les travaux du fort Jesus sont initiés en 1593 sous la direction de l'architecte milanais Giovanni Battista Cairato puis est créé, en 1594, un comptoir qui vient s'ajouter à ceux de Sofala plus au sud et de Malindi plus au nord. Mombasa devient, alors, le plus important centre de commerce portugais de cette côte ce qui pousse le capitaine du donataire Mathieu Mendes de Vasconcellos d'en faire sa résidence, délaissant ainsi Malindi.
Les relations entre les Portugais et le sultan de Mombasa Muhammad Yusuf se dégradent rapidement après le départ de Mathieu Mendes de Vasconcelos. Le 15 août 1631, le sultan attaque, par surprise, la garnison du fort qui est massacrée tout comme la population portugaise de Mombasa (45 hommes, 35 femmes et 70 enfants). Les Portugais envoient une expédition pour reconquérir la place mais abandonnent après deux mois d'un siège qui aura duré du 10 janvier au 19 mars 1632. Le 16 mai de la même année, Muhammad Yusuf abandonne Mombasa pour devenir pirate. Le 5 août suivant, une petite troupe portugaise commandée par le capitaine Pedro Rodrigues Botelho, et venue de Zanzibar, atteint Mombasa et réoccupe le fort. Cette occupation dure jusqu'en décembre 1698 et permet en 1635 et 1648 d'effectuer d'importants travaux de rénovation et d'aménagement.
En février 1661, les troupes du sultan d'Oman, Sultan bin Saif Ier, saccagent la ville mais n'osent pas s'attaquer au fort.

Le 13 mars 1696, une nouvelle expédition omanaise, ordonnée par Saif Ier bin Sultan, atteint Mombasa et entreprend le siège du fort. Malgré une tentative de rompre le blocus, entre septembre et octobre 1697, par les frégates portugaises Santo António de Tanna et Nossa Senhora do Vale, le siège perdure jusqu'à l'attaque décisive du 13 décembre 1698 alors que la garnison est réduite à un capitaine, neuf soldats et un prêtre. Le 20 décembre suivant, une flotte portugaise parvient au large de Mombasa mais il est trop tard. Avec la conquête du fort, toute la côte de Zanguebar tombe sous la domination des sultans d'Oman.
Cette domination persiste jusqu'à l'arrivée de la Compagnie britannique impériale d'Afrique de l'Est à la fin du XIXe siècle malgré la brève reprise du fort par les Portugais entre le 16 mars 1728 et le 26 novembre 1729 grâce à une mutinerie de la garnison et malgré l'occupation de la position par les sultans de Zanzibar entre 1837 et 1895.
Les Britanniques prennent possession du fort le 1er juillet 1895 et le transforment en prison jusqu'en 1935. En 1958, il devient parc national puis musée accessible au public en 1962 géré par les musées nationaux du Kenya.
Depuis le 12 décembre 1963, le Kenya est devenu indépendant et le musée est toujours géré par les musées nationaux du Kenya devenus institution publique kényane.

Une unité de malacologie de l'institut de recherche sur les primates (Institute of Primate Research) de Nairobi est également basée dans le fort et concentre ses études sur le contrôle de la santé des mollusques à coquille prélevés aux alentours de Mombasa.

### Chronologie de l'occupation
- 15 avril 1593 au 15 août 1631 : Portugal ;
- 15 août 1631 au 16 mai 1632 : Sultanat de Mombasa ;
- 16 mai 1632 au 5 août 1632 : le fort est à l'abandon ;
- 5 août 1632 au 13 décembre 1698 : Portugal ;
- 13 décembre 1698 au 16 mars 1728 : Sultanat d'Oman ;
- 16 mars 1728 au 26 novembre 1729 : Portugal ;
- 26 novembre 1729 à 1741 : Sultanat d'Oman ;
- 1741 à 1747 : Gouverneur de Mombasa ;
- 1747 : Sultanat d'Oman ;
- 1747 à 1828 : Gouverneur de Mombasa ;
- 1828 : Sultanat d'Oman ;
- 1828 à 1837 : Gouverneur de Mombasa ;
- 1837 à 1856 : Sultanat d'Oman ;
- 1856 au 1er juillet 1895 : Sultanat de Zanzibar ;
- 1er juillet 1895 au 12 décembre 1963 : Grande-Bretagne (Afrique orientale britannique) ;
- 12 décembre 1963 à ce jour : Kenya.

## Protection

### Monument national
- Le 9 mars 1929, les forts Jesus et Santo Joseph ainsi que le passage souterrain qui les relie sont classés comme « monuments protégés » par les Britanniques[4] ;
- le 23 mai 1935, le fort Jesus devient « monument ancien » et accessible au public[5] ;
- le 24 octobre 1958, il est déclaré « parc national »[renvoi 11] ;
- le 30 janvier 1969, le ministre des Ressources naturelles du Kenya notifie le fort et une superficie de 57 acres anglo-saxonnes qui l'entoure comme « monument national »[6] ;
- le 4 mai 1970, l'unité officielle de référence pour la mesure de la superficie classée passe de l'acre anglo-saxonne à l'hectare. On ne dit plus 57 acres mais 23,06 ha[7] ;
- le 7 janvier 1977, l'épave de la frégate portugaise Santo António de Tanna qui git, depuis le 20 octobre 1697 par 17 m de fond face au fort, est à son tour classée comme « monument national »[8].

### Patrimoine mondial
L'UNESCO inscrit, en 2011, le fort, les douves et la zone immédiatement avoisinante, soit 2,36 ha, sur la liste du patrimoine mondial en tant que bien culturel.

## Musée
Outre l'accès aux fortifications, le visiteur peut découvrir un musée construit entre 1960 et 1962 grâce à des fonds de la Fondation Calouste-Gulbenkian et qui a remplacé une partie des cellules de la prison britannique.
Une partie des collections provient de la frégate Santo António de Tanna. Ces pièces sont constituées essentiellement de poteries en céramique d'Afrique et d'Inde, de porcelaines de Chine, de jarres et divers objets ayant appartenu à l'équipage.
Une autre partie provient de différents sites de fouille sur la côte kényane.
Également exposés, des équipements militaires arabes, des instruments de musique et, dans la cour, une série de canons de marine des XVIIIe et XIXe siècles. Dans le petit parc jouxtant l'entrée du fort se trouve un canon de 105 mm provenant du croiseur léger de la marine impériale allemande SMS Königsberg.
En 2009, le fort Jesus a accueilli 167 733 visiteurs, ce qui, depuis 2002 et après le musée national de Nairobi, en fait le deuxième musée le plus visité au Kenya.
En 2011, il a reçu la certification ISO 9001:2008.

## Galerie média

Canons à fort Jesus
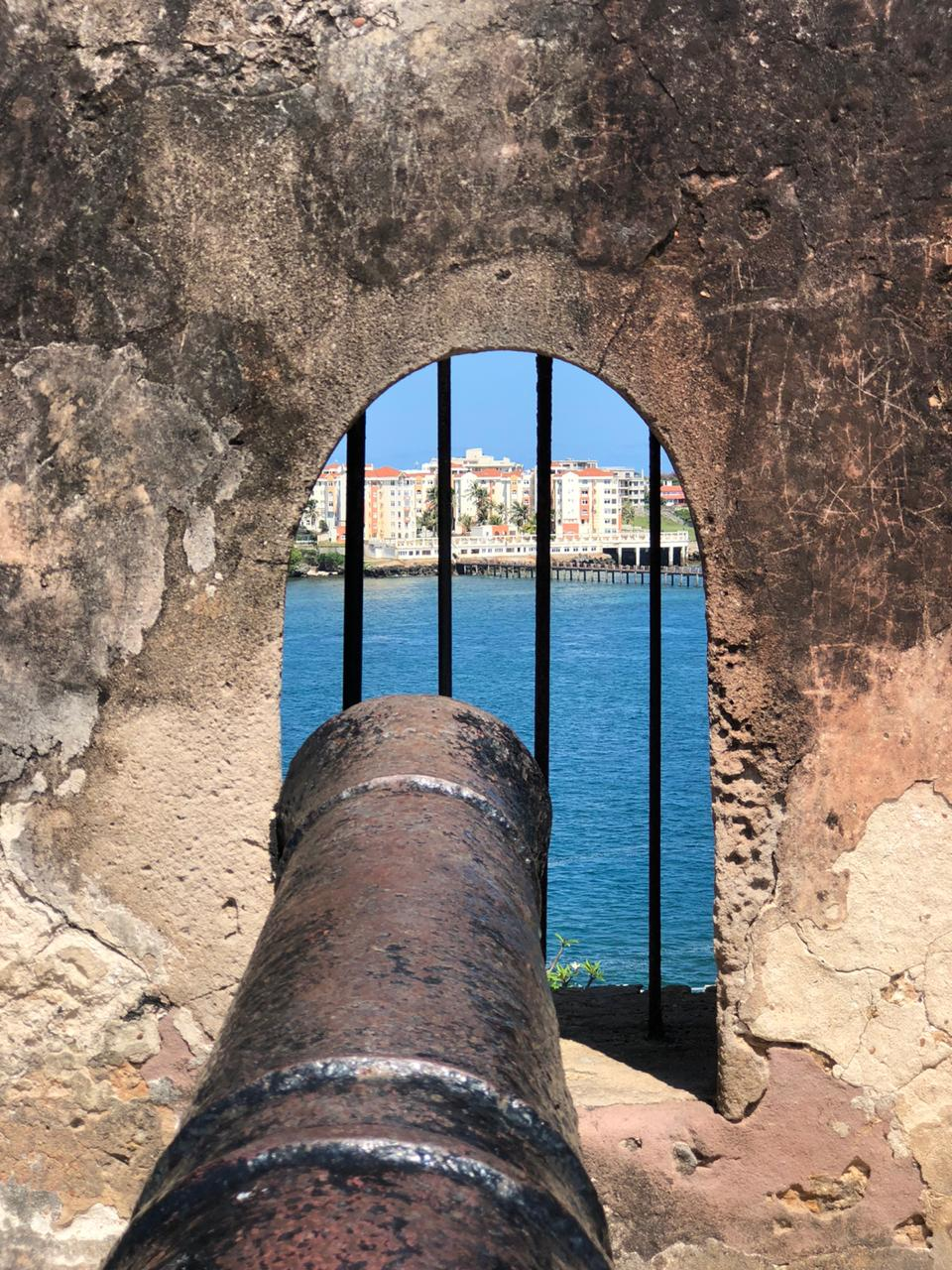
Canon de fort Jésus pointé vers Monbasa. Novembre 2020.
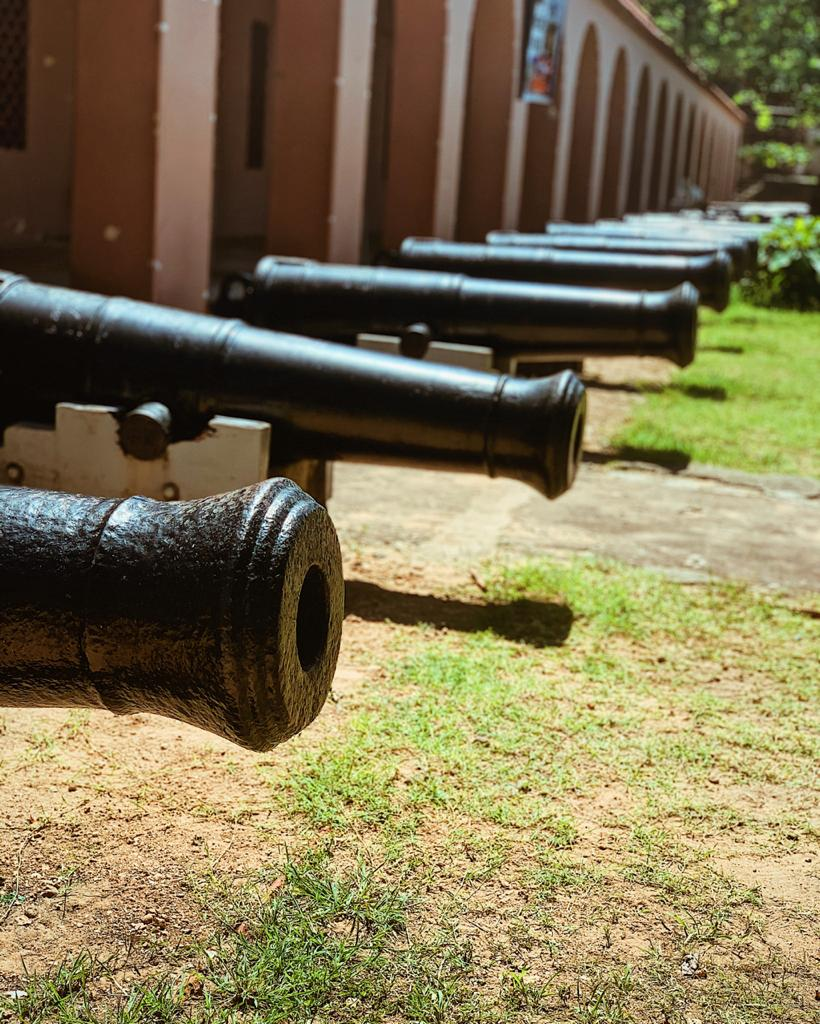
Canon du 17e siècle toujours en poste à fort Jesus. Novembre 2020.
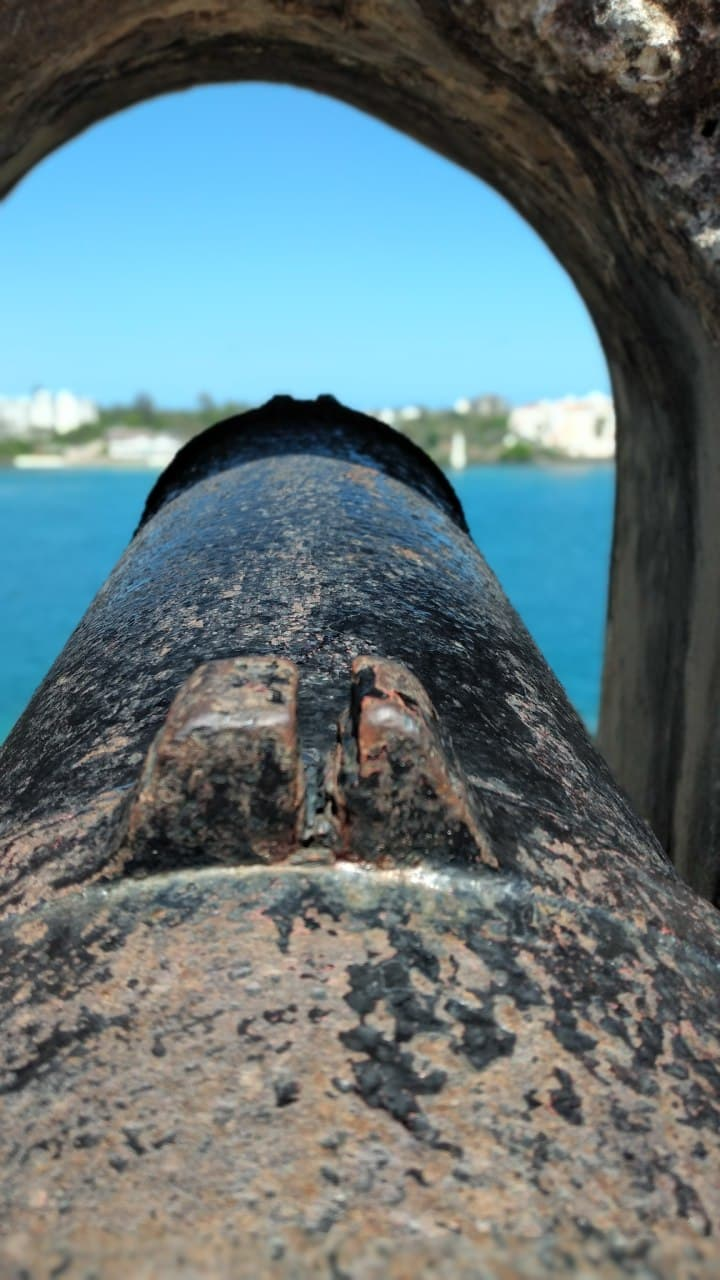
Canon pour protéger le vieux port de Monbasa. Novembre 2020.
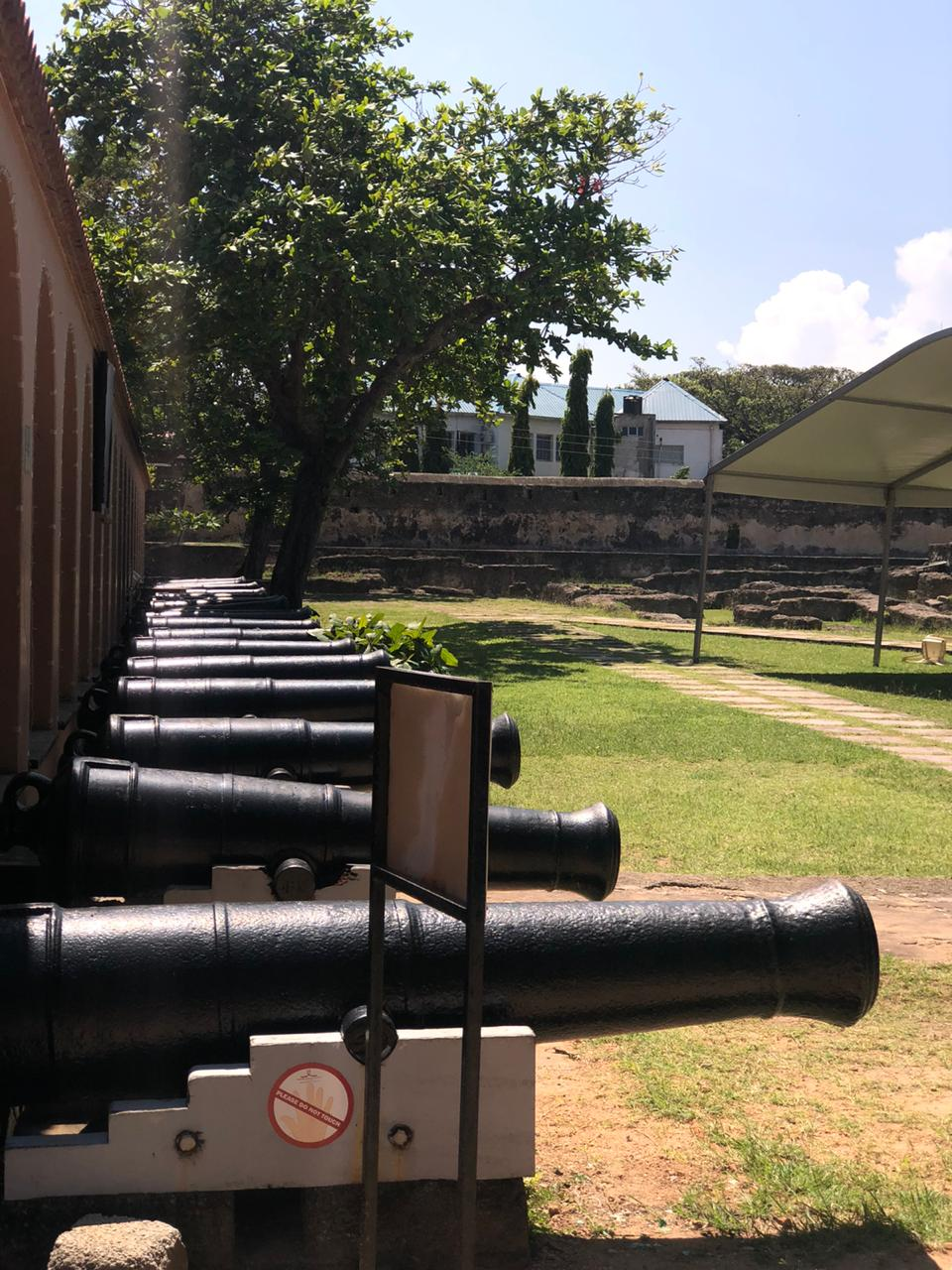
Réserve de canons. Novembre 2020.
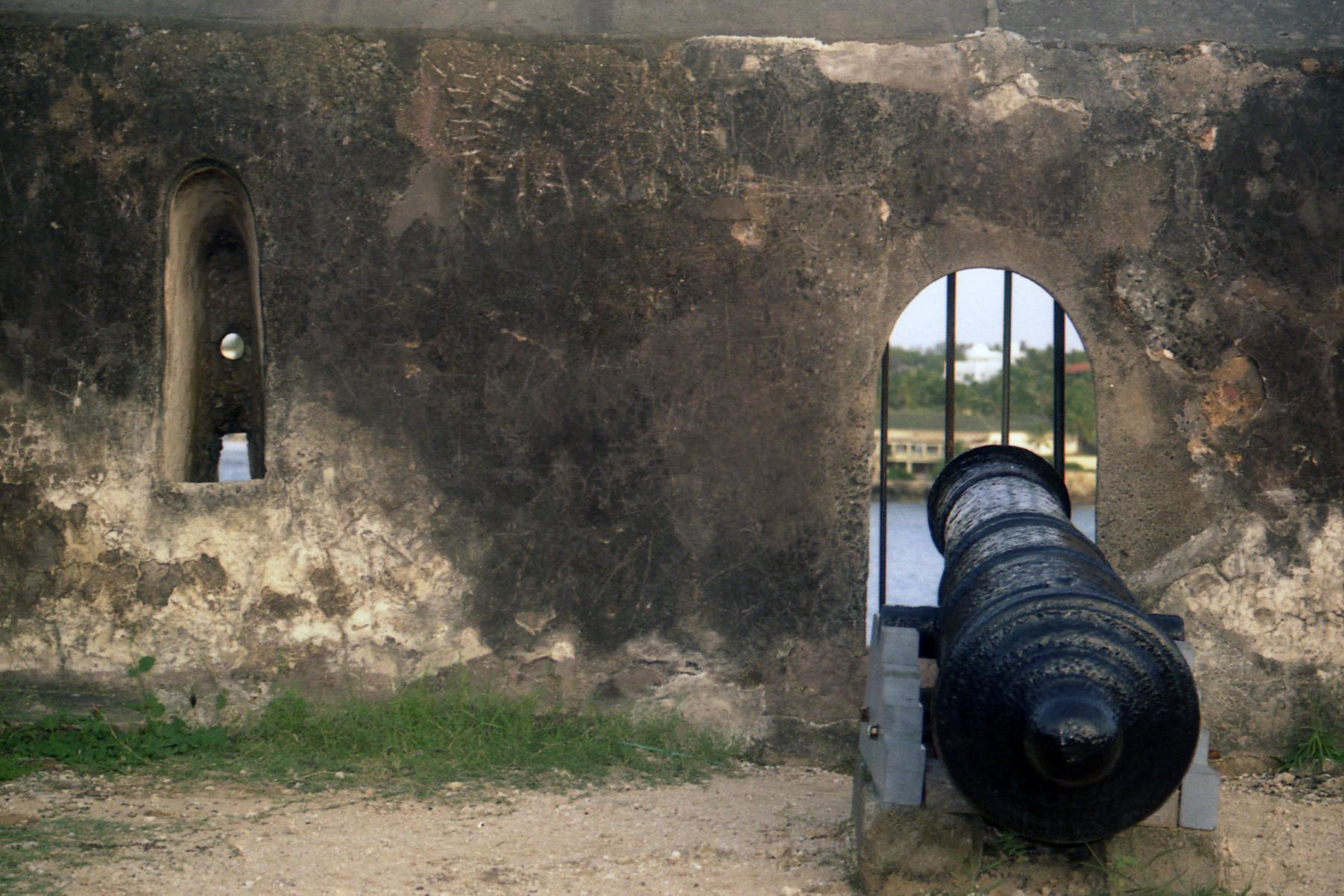
Un canon derrière un mur. Juin 2005.

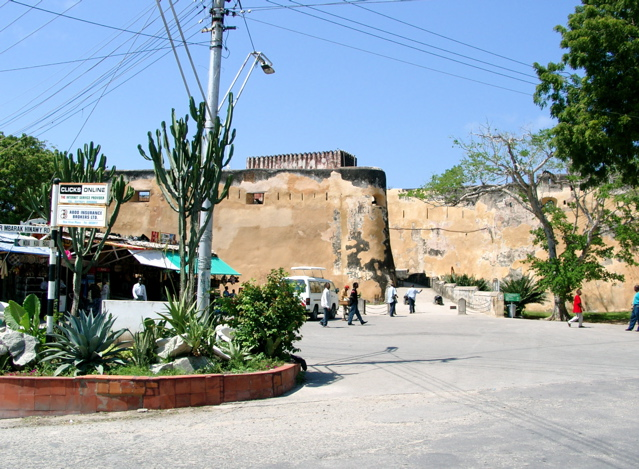
Le bastion Santo Mathias et l'entrée principale
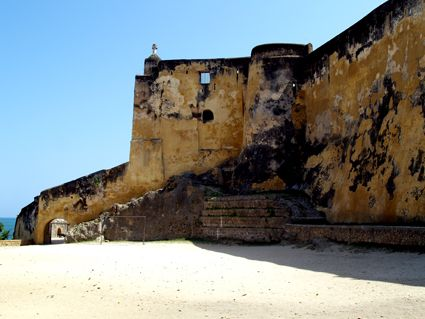
L'enceinte vue de la plate-forme côté mer avec l'esplanade fortifiée à gauche
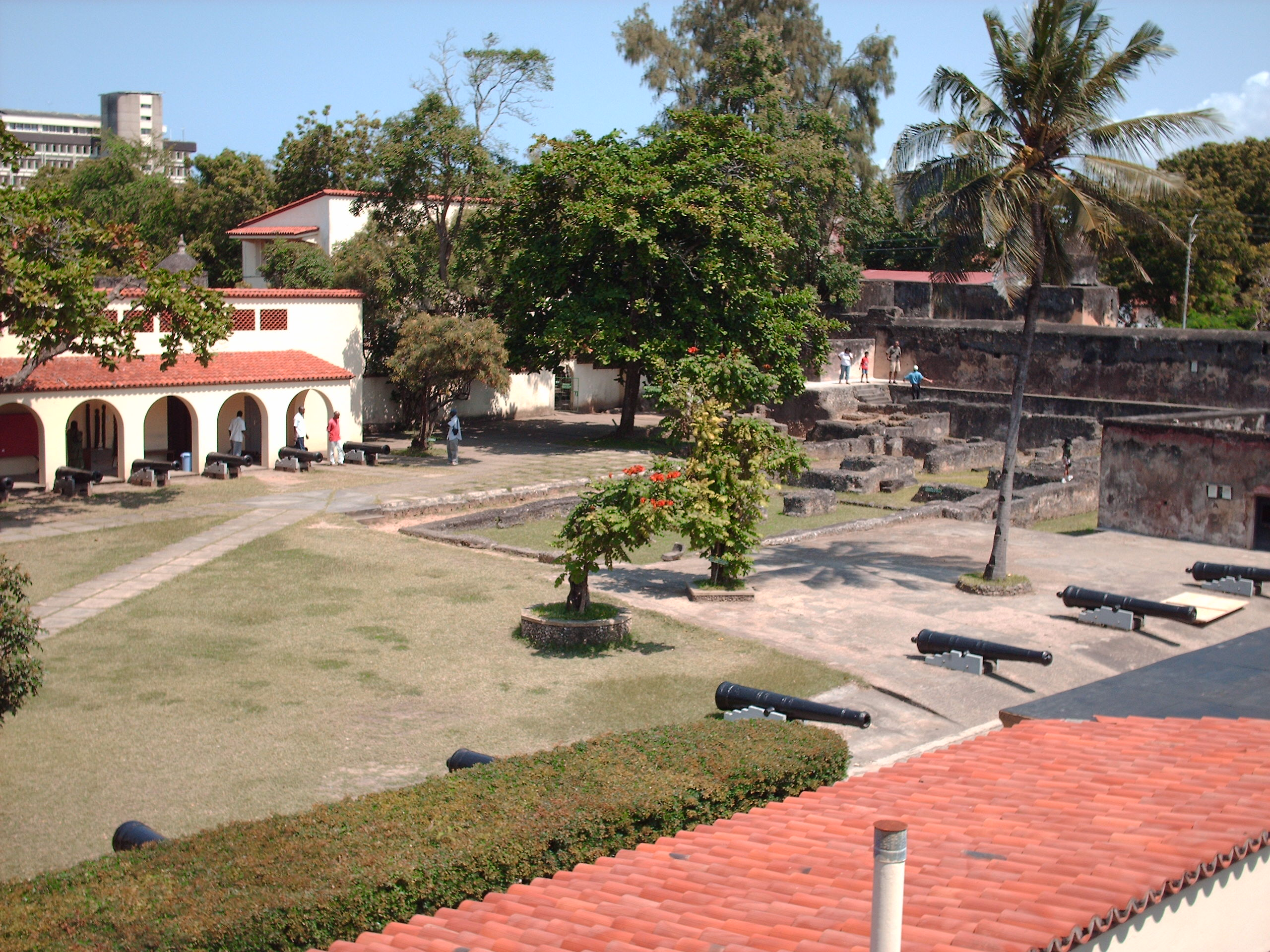
La cour intérieure avec les ruines de la chapelle à droite et le musée à gauche.
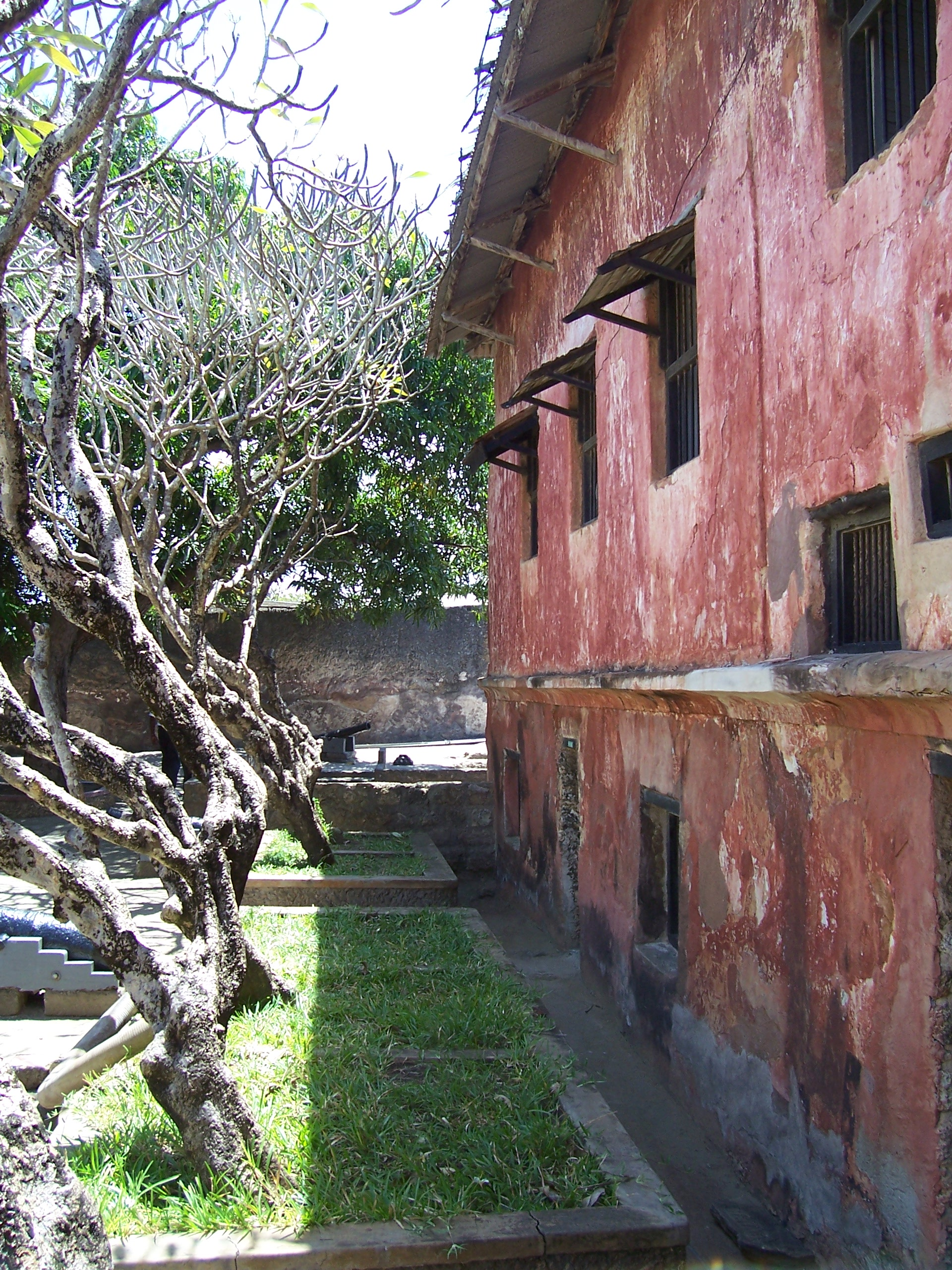
Détail.
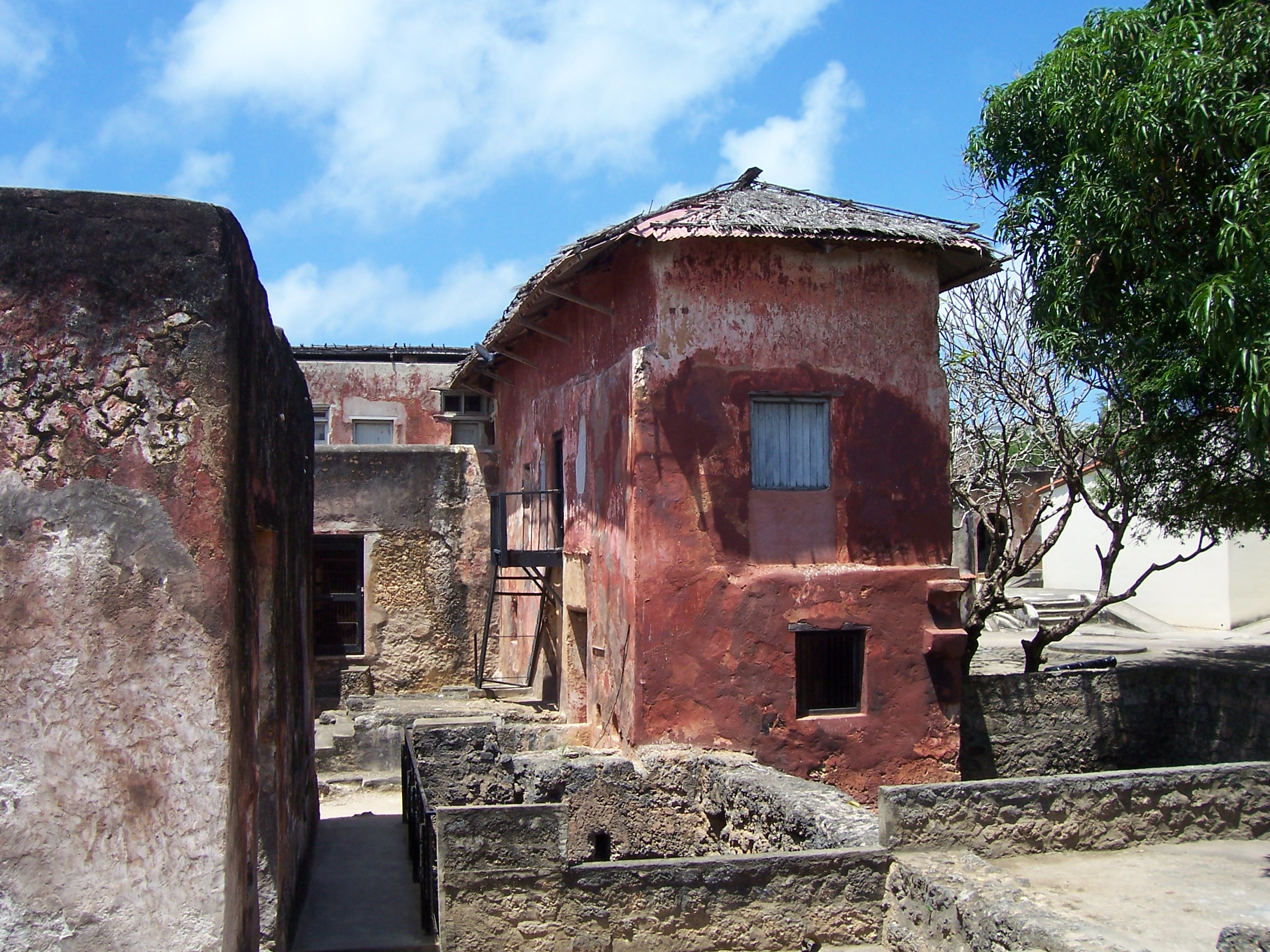
Autre détail.
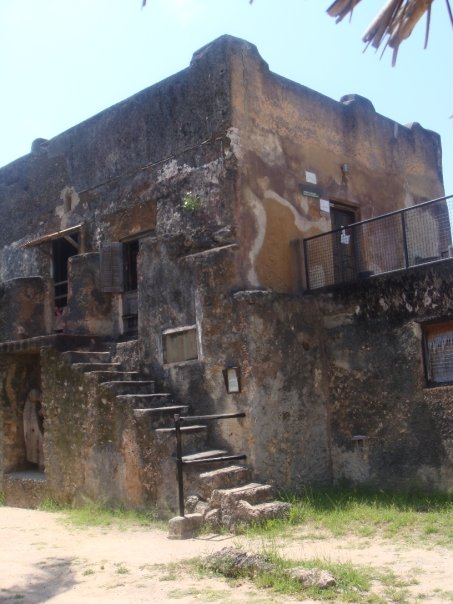
Autre détail.
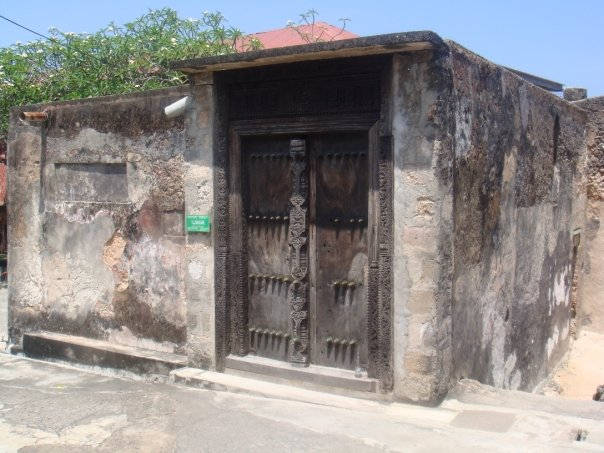
Porte sculptée.
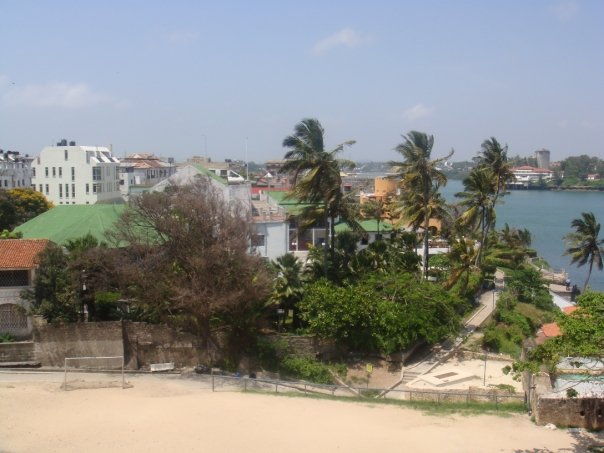
Vue vers la vieille ville depuis le cavalier qui surplombe l'esplanade fortifiée.
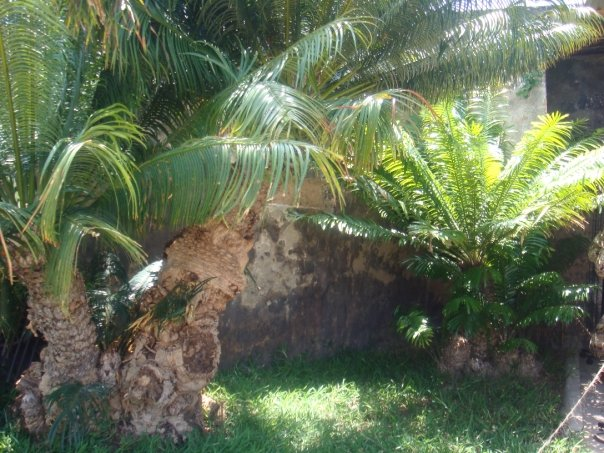
Cycadales dans les glacis du fort.
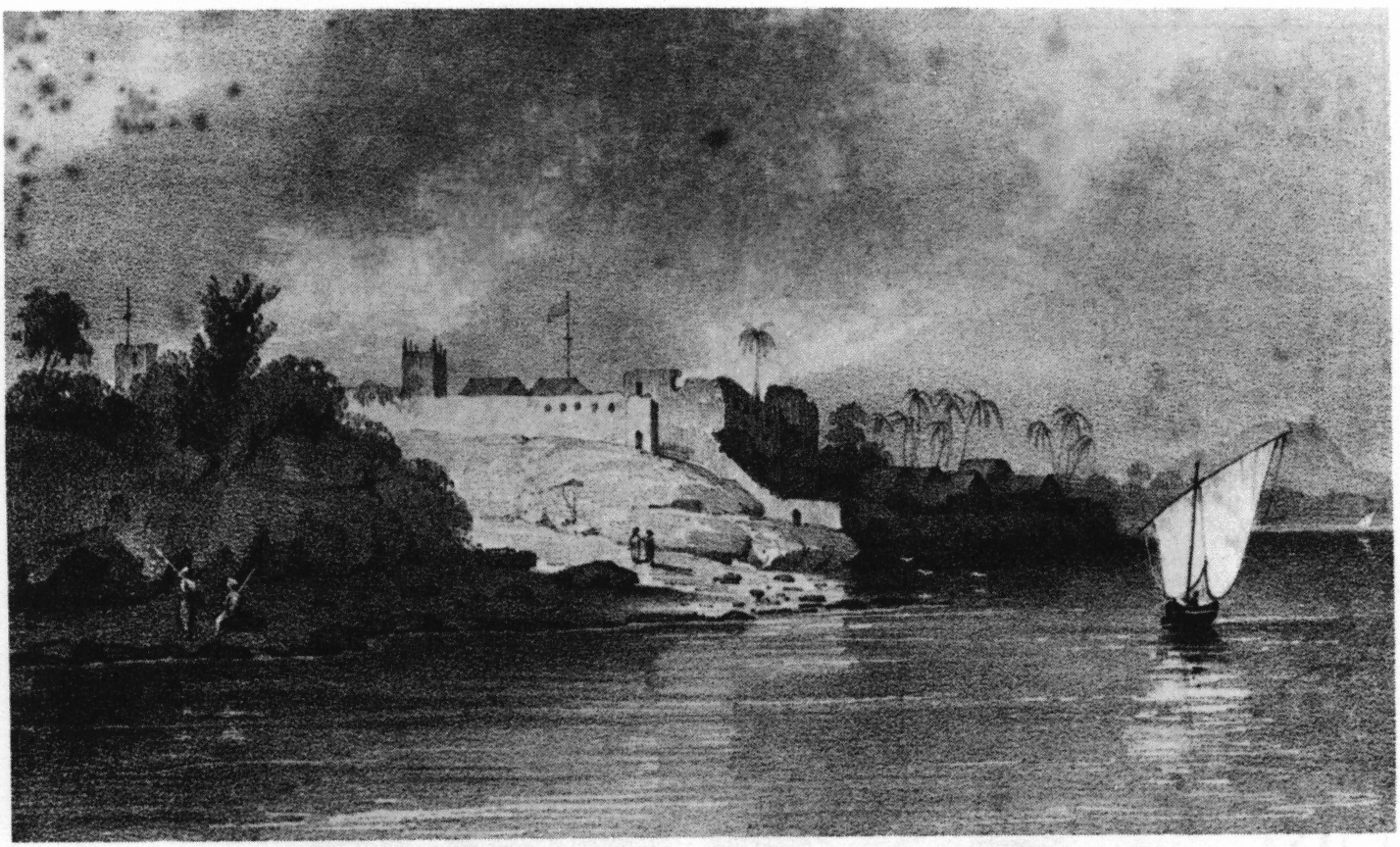
Dessin du fort par W.F.W. Owen en 1833.
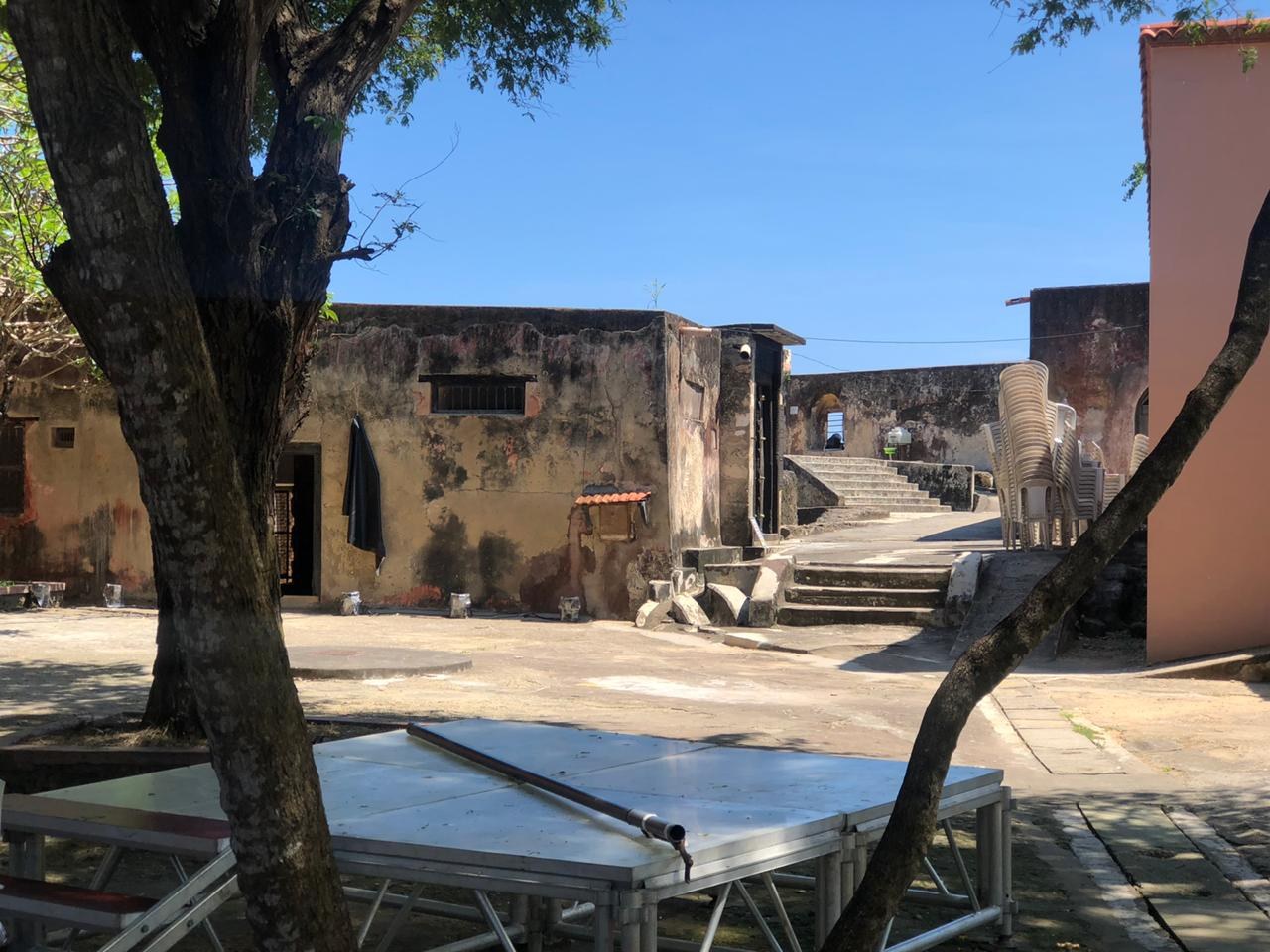
Passages dans le fort Jesus. Novembre 2020.
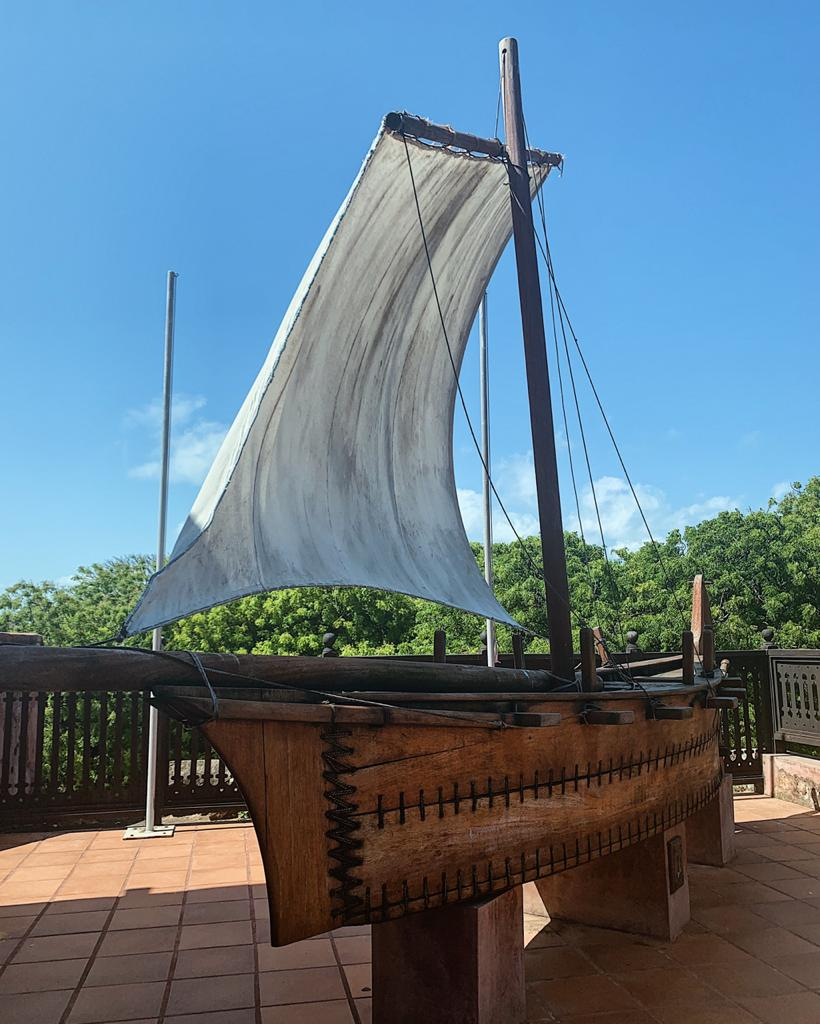
Maquette de bateau exposée à fort Jesus. Novembre 2020.

## Renvois et références

### Renvois
1. ↑  Philippe II d'Espagne (règne de 1556 à 1598) et Philippe 1er de Portugal (règne de 1580 à 1598) sont la seule et même personne.
2. ↑  Dans une forteresse, le cavalier est le bâtiment dominant, duquel l'observation et l'artillerie peuvent œuvrer
3. ↑  Le terme « donjon » est ici à prendre dans son sens de dernier refuge.
4. ↑  Commissaire équivaut à un titre de gouverneur nommé par élection (gubernatorial chief British official).
5. ↑  L'orthographe portugaise est Macupa devenue Makupa en swahili et ultérieurement en anglais.
6. ↑  L'endroit du débarquement de Vasco de Gama à Mombasa est marqué d'une stèle commémorative (4° 03′ 40,76″ S, 39° 41′ 03,87″ E)
7. ↑  Les zimba seraient originaires du Royaume maravi. L'auteur Svat Soucek (voir le titre « Bibliographie ») rapporte que les récits portugais décrivent les Zimba comme anthropophages. Les traditions orales des populations locales (Kamba, Digo ou Giryama) ou les écrits swahilis ne rapportant rien de concret sur cet épisode, il doit s'agir d'un fait ponctuel.
8. ↑  Saif Ier bin Sultan (règne de 1692 à 1711) est le 2e successeur de Sultan bin Saif Ier (règne de 1649 à 1688).
9. ↑  Les huit derniers défenseurs se rendent le 13 décembre 1698 à 7 h du matin dès que le capitaine fut tué par les assaillants.
10. ↑  L'appellation National Museums of Kenya est le nouveau nom donné en 1960, au Kenya, au East Africa and Uganda Natural History Society  créé en 1910
11. ↑  The Kenya Gazette (le journal officiel de la république du Kenya), dans ses notifications, et les National Museums of Kenya, sur leur site Web, écrivent National Park alors qu'une plaque commémorative apposée à l'entrée du fort et offerte par l'ambassade du sultanat d'Oman renseigne erronément la mention National Monument

## Sources et bibliographie

### Source
- Fortaleza de Jesus e os Portugueses em Mombaça 1593-1729 par Charles Ralph Boxer et Carlos de Azevedo

en portugais, 144 pp., 6 cartes. Centro de Estudos Historicos Ultramarino, 1960, Lisbonne, Portugal. Histoire de Mombasa sous la domination portugaise et description de fort Jesus,
traduit en anglais sous le titre Fort Jesus and the Portuguese in Mombasa, 1593-1729, Hollis & Carter, 1960, Londres, Angleterre